# Dori Ghezzi
Dori Ghezzi (Lentate sul Seveso, Reino de Italia, 30 de marzo de 1946) es una cantante italiana que estuvo activo como artista discográfica entre 1966 y 1989. En la década de 1970, Ghezzi trabajó principalmente en dúo con el cantante estadounidense Wess, y la pareja representó a Italia en el Festival de la Canción de Eurovisión de 1975.

## Trayectoria artística
Después de ganar un festival de canción regional en 1966, a Ghezzi le ofrecieron un contrato de grabación con el sello discográfico Durium, con sede en Milán. En los años siguientes, lanzó varios sencillos de éxito, entre ellos "Vivere per vivere" y "Casatschock". Ghezzi hizo su primera aparición en el Festival de San Remo en 1970, interpretando "Occhi a mandorla", a dúo con Rossano, pero la canción no logró clasificarse para la final. En el período 1970-1972, Ghezzi grabó principalmente versiones italianas de canciones populares francesas y británicas de la época.

### Con Wess
En 1972, el compañero artista de grabación de Durium de Ghezzi, Wess, sugirió que la pareja formara un dúo para grabar "Voglio stare con te", una versión del éxito británico "United We Stand". Esto resultó ser un gran éxito en las listas y Durium propuso que Wess y Ghezzi se convirtieran en una pareja discográfica habitual. Ghezzi tenía un álbum en solitario listo para su lanzamiento en 1973, que, junto con el sencillo "Adamo ed Eva", sería su última aventura discográfica en solitario de la década de 1970. A partir de entonces, Wess y Ghezzi se convirtieron en un dúo prolífico y exitoso, lanzando siete álbumes y muchos sencillos antes de separarse en 1979. Participaron en San Remo dos veces, quedando sextos en 1973 ("Tu nella mia vita") y segundos en 1976 ( "Come stai, con chi sei?").
En 1975, Wess y Ghezzi fueron elegidos por la emisora Rai para ser los representantes de Italia en el Festival de Eurovisión de ese año con la canción "Era" ("It Was"). Avanzaron a la vigésima edición de Eurovisión, celebrada el 22 de marzo en Estocolmo, donde "Era", una canción inusual para Eurovisión en ese momento, resultó lo suficientemente diferente como para impresionar a los jurados votantes y quedaron en tercer lugar entre 19 participantes.

### Con Fabrizio De André
En 1974, Ghezzi se hizo socio del cantautor Fabrizio De André y desde 1975 iniciaron una relación, la pareja se instaló en Cerdeña, donde Ghezzi había daría a luz a una hija en 1977: Luisa Vittoria De André, conocida como Luvi. La tarde del 27 de agosto de 1979, Ghezzi y De André fueron secuestrados por miembros de Anonima sequestri de Cerdeña, y estuvieron cautivos en las montañas del Supramonte durante casi cuatro meses antes de ser liberados (Ghezzi el 21 de diciembre, De André al día siguiente) tras el pago de un rescate, al parecer de unos 500 millones de liras, que se cree que eran de la familia de De André. Posteriormente, la pareja afirmó que sus captores los habían tratado bien; Cuando los secuestradores fueron detenidos y juzgados, De André mostró comprensión y simpatía en su testimonio.
Ghezzi reanudó su carrera en solitario en 1980 con el lanzamiento del álbum "Mamadodori", dedicado a su hija. "Piccole donne" siguió en 1983 y la canción "Margherita non lo sa" le valió a Ghezzi el tercer lugar en San Remo de ese año. En 1987, el álbum "Velluti e carte vetrate" ocupó el puesto 14 en San Remo con "E non si finisce mai", mientras que su último álbum "Il cuore delle donne", cuyo tema principal se convirtió en la última entrada de Ghezzi en San Remo (en el puesto 16), ocupó el puesto 14. 1989. Ghezzi y De André se casaron el 7 de diciembre de 1989.
Ghezzi se retiró de su carrera como cantante por consejo médico en 1990, después de haber desarrollado un problema grave con sus cuerdas vocales, y desde entonces sólo ha hecho contribuciones poco frecuentes y secundarias a grabaciones de otros artistas. De André murió de cáncer de pulmón en 1999 y desde entonces Ghezzi se ha dedicado a preservar y promover su patrimonio artístico. Es la presidenta de la Fondazione Fabrizio De André.

## Discografía
Solista
- 1973: Dori Ghezzi
- 1980: Mamadodori
- 1983: Piccolo donne
- 1987: Velluti e carte vetrate
- 1989: Il cuore delle donne

With Wess
- 1973: Wess & Dori Ghezzi
- 1974: Un corpo e un'anima
- 1975: Terzo album
- 1976: Amore bellissimo
- 1976: I nostri successi
- 1977: Insieme
- 1979: In due
- 2000: Tu nella mia vita

## Participaciones en el Festival de San Remo

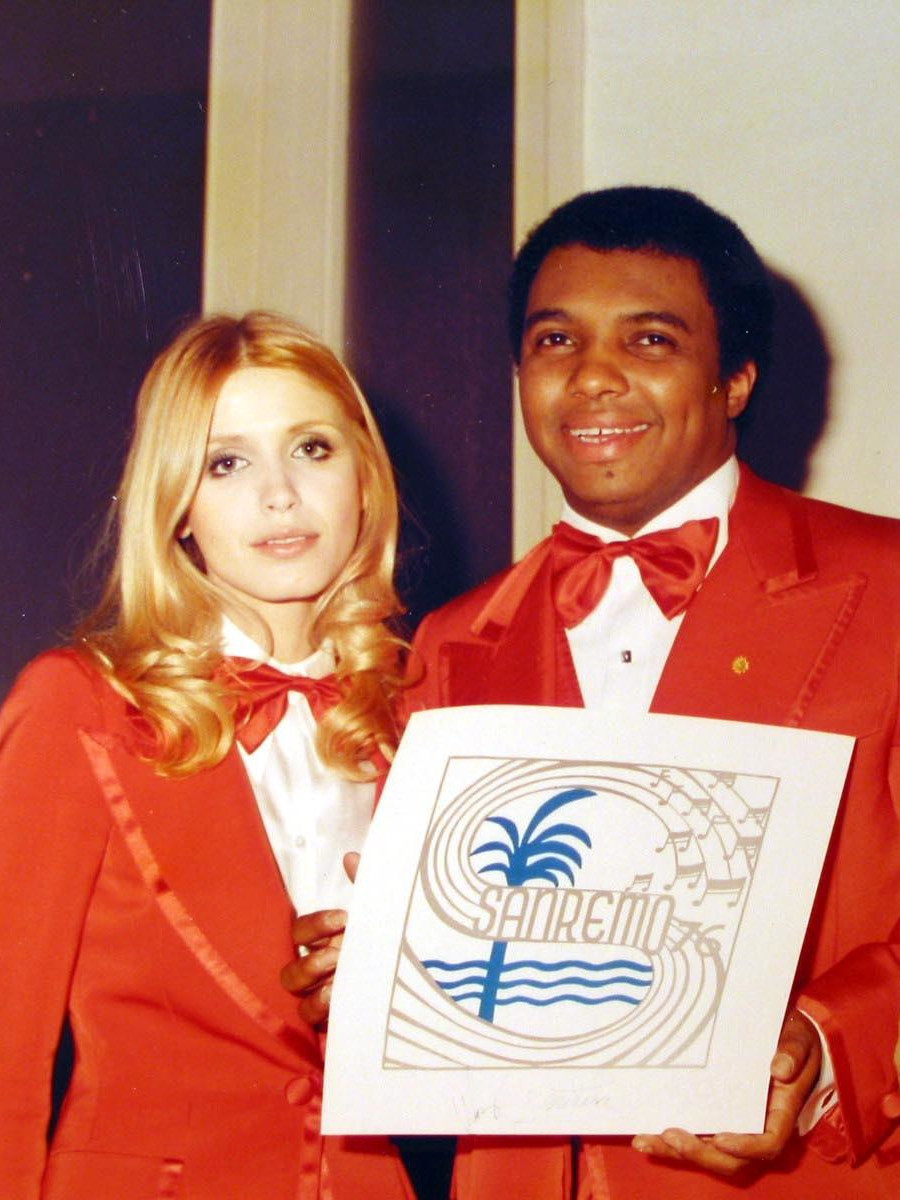
Ghezzi and Wess during the 1976 edition

- 1970: "Occhi a mandorla" (con Rossano) – Semifinal
- 1973: "Tu nella mia vita" (con Wess) – 6th
- 1976: "Come stai, con chi sei?" (con Wess) – 2nd
- 1983: "Margherita non lo sa" – 3º
- 1987: "E non si finisce mai" – 14º
- 1989: "Il cuore delle donne" – 16º